# Fritzens
Fritzens is een gemeente in het district Innsbruck Land van de Oostenrijkse deelstaat Tirol.
Fritzens ligt in het Unterinntal, ongeveer zestien kilometer ten oosten van Innsbruck, op de noordoever van de Inn. De gemeente bestaat uit de kernen Egge en Einöde. Archeologische vondsten uit 1917 van een nederzetting uit de 6e eeuw v.Chr. vertonen overeenkomst met een gevonden in Sanzeno in Trentino en dat heeft geleid tot de naam Fritzens-Sanzenocultuur.
Fritzens is sterk verbonden met de buurgemeente Wattens en diens grootste werkgever, Swarovski. De gemeente heeft met name een functie als forensengemeente. Fritzens is bereikbaar over de Inntal Autobahn via afrit Wattens en over de Unterinntalspoorlijn met het station Fritzens-Wattens.